# Talsperre Ankang
Die Talsperre Ankang ist eine Talsperre mit Wasserkraftwerk in der Provinz Shaanxi, China. Sie staut den Han Jiang zu einem Stausee auf. Das zugehörige Kraftwerk hat eine installierte Leistung von 800 MW. Die Talsperre dient neben der Stromerzeugung auch dem Hochwasserschutz und der Bewässerung. Ungefähr 10 km flussabwärts der Talsperre liegt die Stadt Ankang.

## Absperrbauwerk
Das Absperrbauwerk ist eine Gewichtsstaumauer aus Beton mit einer Höhe von 128 m. Die Länge der Mauerkrone beträgt 541,5 m. Die Mauerkrone liegt auf einer Höhe von 338 m über dem Meeresspiegel.
Das Bemessungshochwasser liegt bei 36.700 (bzw. 45.000) m³/s; die Wahrscheinlichkeit für das Auftreten dieses Ereignisses wurde mit einmal in 500 (bzw. 5000) Jahren bestimmt.

## Stausee
Beim normalen Stauziel von 330 m fasst der Stausee 2,58 Mrd. m³ Wasser.

## Kraftwerk
Das Kraftwerk verfügt über eine installierte Leistung von 800 MW. Die durchschnittliche Jahreserzeugung liegt bei 2,8 Mrd. kWh. Jede der 4 Maschinen des Kraftwerks leistet maximal 200 MW. Das Maschinenhaus befindet sich auf der rechten Flussseite am Fuß der Staumauer.
Die minimale Fallhöhe beträgt 50 m, die maximale 88 m.